# Dave Fleischer
David Fleischer (14 de julio de 1894 - 25 de junio de 1979) fue un animador, director y productor germano-estadounidense, reconocido por ser cofundador de Fleischer Studios junto a su hermano mayor, Max Fleischer.

## Biografía
Originario de Nueva York, Dave Fleischer destacó inicialmente como creador de Koko the Clown, uno de los primeros personajes animados desarrollados mediante la técnica del rotoscopio. Con el tiempo, asumió funciones como director y posteriormente como productor dentro del estudio. Aunque aparece acreditado como "director" en todas las producciones del estudio entre 1921 y 1942, muchas de estas labores fueron compartidas con otros animadores, mientras Fleischer se centraba en la supervisión general de la producción.
Durante su etapa en Fleischer Studios, estuvo al frente de exitosas series animadas como Talkartoons, Betty Boop, Popeye y Color Classics, entre otras.
En enero de 1942, debido a conflictos irreconciliables con su hermano, abandonó la compañía para asumir la presidencia de Screen Gems, una subsidiaria de Columbia Pictures. Fleischer Studios cesó oficialmente su producción el 24 de mayo de 1941, cuando Paramount Pictures exigió la devolución de un préstamo. Posteriormente, el estudio fue reorganizado bajo el nombre de Famous Studios (nombre que se hizo oficial en mayo de 1943) y pasó a formar parte de Paramount.
A fines de la década de 1940, Dave Fleischer se incorporó a Universal Studios, donde se especializó en efectos especiales, participando en películas como Francis, The Birds y Thoroughly Modern Millie.
Falleció el 25 de junio de 1979 en Woodland Hills, California, a causa de un accidente cerebrovascular, tras una década de retiro profesional.

## Premios y distinciones
Premios Óscar
| Año  | Categoría                  | Película    | Resultado |
| ---- | -------------------------- | ----------- | --------- |
| 1944 | Mejor cortometraje animado | Imagination | Nominado  |